# المواخل (مستباء)

تعديل مصدري - تعديل

المواخل هي إحدى قرى عزلة غرب مستباء بمديرية مستباء التابعة لمحافظة حجة، بلغ تعداد سكانها 192 نسمة حسب تعداد اليمن لعام 2004.